# 러시아노르웨이어
러시아노르웨이어(russenorsk/russonorsk)는 러시아어와 노르웨이어가 결합된 피진의 일종이다. 이 언어는 북부 노르웨이와 러시아 콜라반도 사람들에 의해서 만들어졌다. 다른 이름으로는 Moja på tvoja(러시아어 단어의 моя "나", по "-까지" твоя "너의")가 있으며, 이는 러시아어 문장 "나는 너의 언어로 말할 수 있다"의 패러디로 보인다.
피진과 무역어의 발달 과정에서 볼 수 있는 것처럼 어부들과 무역업자들은 그들의 언어를 새로 만들어 나갔다. 다른 피진들과 마찬가지로 러시아노르웨이어는 복잡한 체계가 없다. 상당히 기초적인 어휘와 북극 지방에서의 조업에만 관련된 단어만 사용되고 있다. 또한 음악이나 정치같은 분야의 단어는 없다.

## 문법
많은 사람들이 러시아노르웨이어를 피진으로 취급하지 않는다. 라이덴 대학의 프레데리크 코르틀란트는 러시아노르웨이어가 노르웨이어의 러시아어가 첨가된 변종이라고 주장한다. .

## 예
- "Moja på tvoja" - "당신과 나"
- "Kak sprek? Moje niet forsto" - "말하는 게 뭡니까? 나는 잘 모르겠습니다."
- å råbbåte - 일하다
- klaba - 빵

## 역사
러시아노르웨이어의 역사는 18~19세기로 한정된다. 러시아 혁명 때 이 언어의 사용이 끝났고, 마지막 노르웨이-러시아 무역이 있었던 1923년 이 언어가 소멸했던 것으로 알려진다.

## 참고 문헌
- Broch, I. & Jahr, E. H. 1984. Russenorsk: Et pidginspråk i Norge (2. utgave), Oslo: Novus.
- Kortlandt, F. 2000. On Russenorsk. Amsterdamer Beiträge zur älteren Germanistik 54, 123-127.
- Lunden, S. S. 1978. Tracing the ancestry of Russenorsk. Slavia Orientalis 27/2, 213-217.
- Peterson, R. E. 1980. Russenorsk: A little known aspect of Russian-Norwegian relations, Studies in language 4/2, 249-256.

## 같이 보기
- 콜라노르웨이인
- 뱌르만롼인
- 포모리